# Blănoiu
Blănoiu – wieś w Rumunii, w okręgu Vâlcea, w gminie Racovița. W 2011 roku liczyła 83 mieszkańców.